# Massif du Giffre
Pour les articles homonymes, voir Giffre (homonymie).

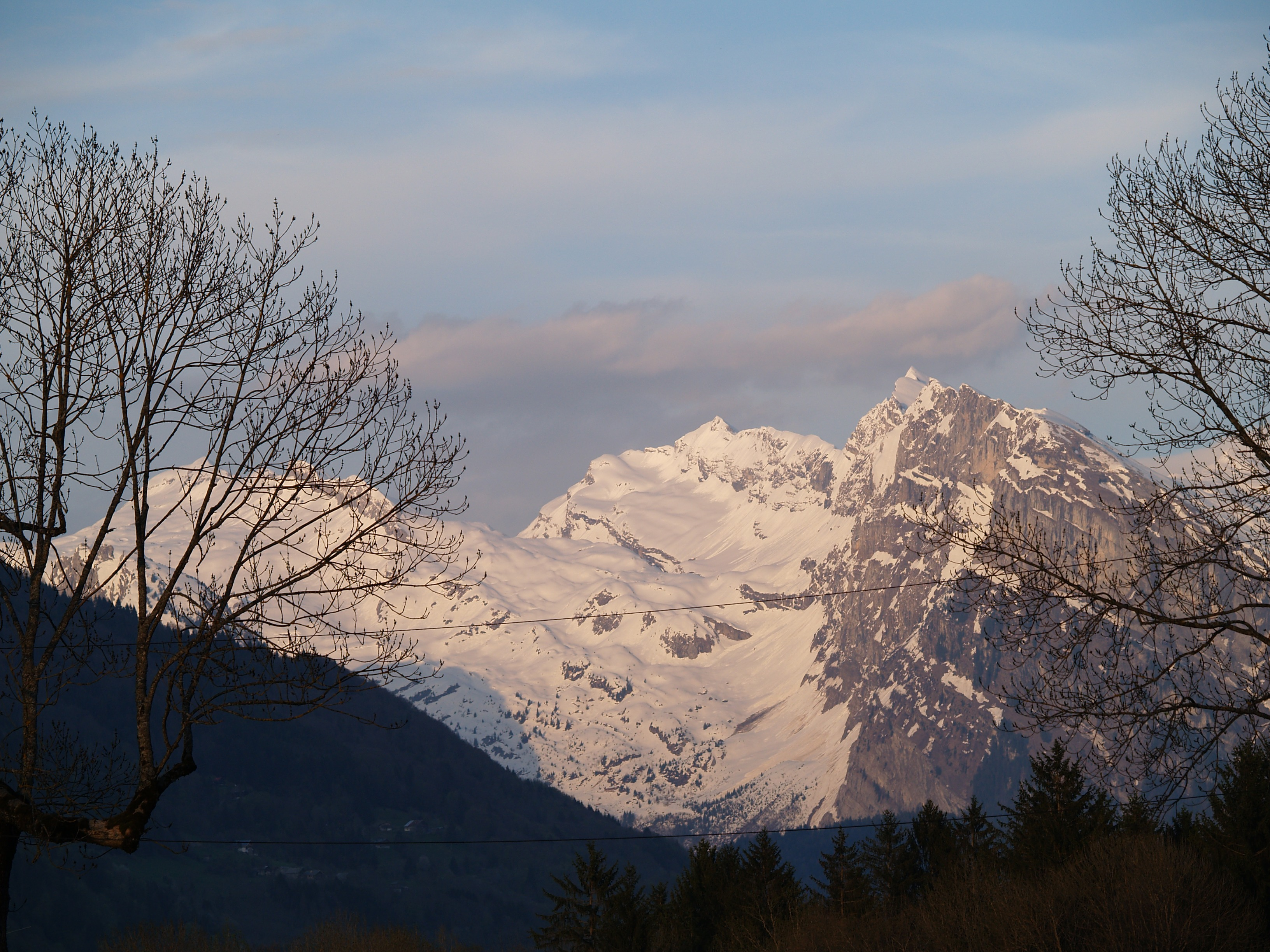
Les Avoudrues et la pointe de Bellegarde qui dominent la commune de Samoëns.

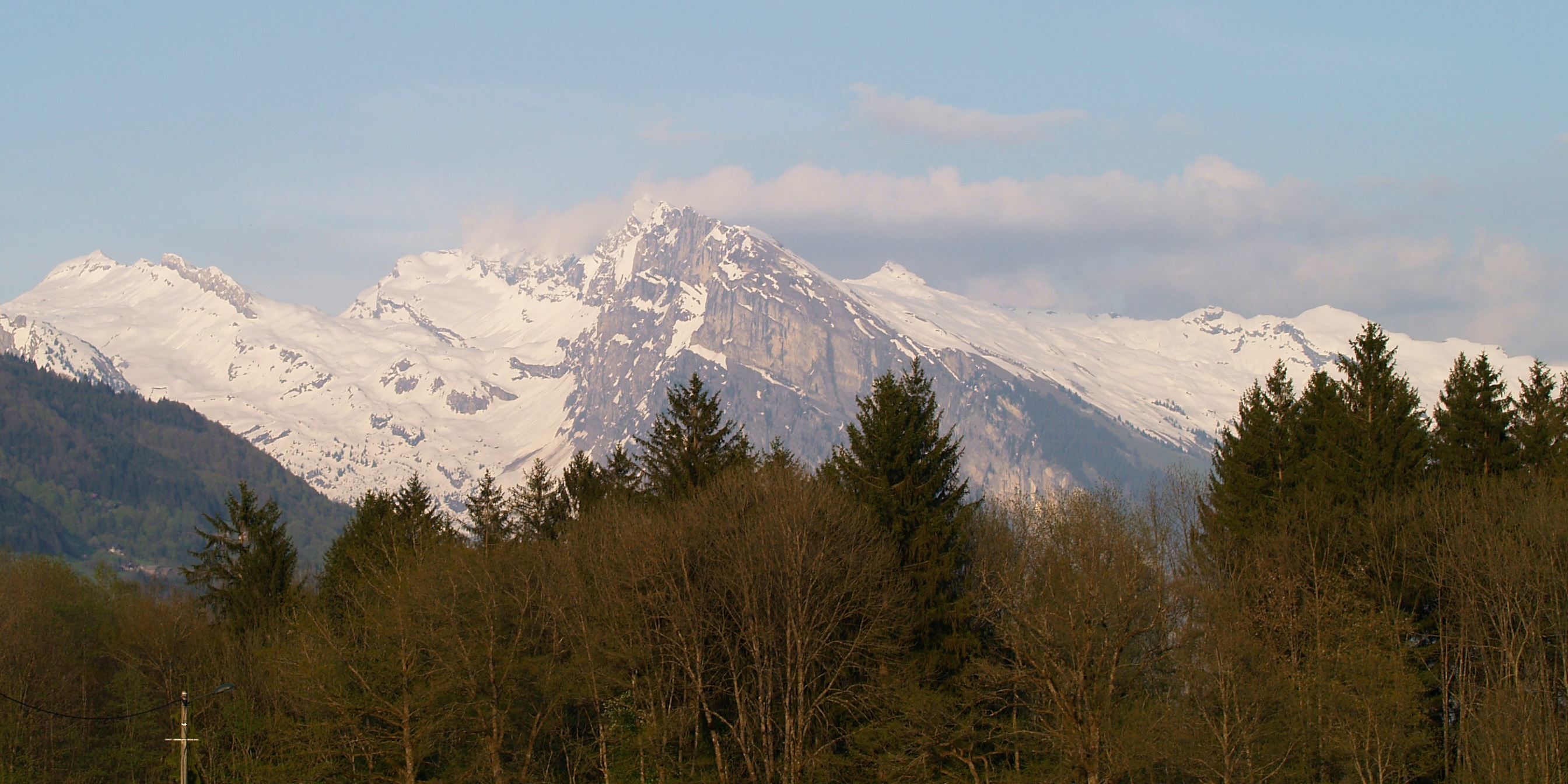
Les mêmes sommets avec plus de recul.

Le massif du Giffre est un massif montagneux des Préalpes françaises du Nord et des Préalpes suisses.

## Géographie

### Situation
Le massif se décompose de la manière suivante :
- le chaînon des Dents du Midi, partie septentrionale du massif, faisant face aux Alpes bernoises ;
- le massif du Haut-Giffre, à l'est, faisant face aux aiguilles Rouges et au massif du Mont-Blanc ;
- le massif de Sixt, au nord-ouest, faisant face au massif du Chablais ;
- le massif du Faucigny, au sud-ouest, faisant face à la chaîne des Aravis.

Il est arrosé par l'Arve au sud-est, le Giffre à l'ouest, l'Eau Noire à l'est, le Rhône et la Vièze (affluent de ce dernier) au nord. Sa morphologie se caractérise par de grandes falaises calcaires parfois sculptées en cirques de grande taille, en pointes ou pyramides effilées.
Il abrite les réserves naturelles nationales de Passy et de Sixt-Passy, voisines de celles des Aiguilles Rouges, du Vallon de Bérard et de Carlaveyron situées dans les aiguilles Rouges au sud-est.

### Principaux sommets
Dans le chaînon des Dents du Midi :
- les dents du Midi (la Haute Cime), 3 257 m
- la dent de la Chaux, 2 767 m
- la dent du Salantin, 2 482 m
- la dent de Valère, 2 267 m

Dans le massif du Haut-Giffre :
- la tour Sallière, 3 220 m
- le mont Buet, 3 098 m
- le Grand Ruan, 3 056 m
- l'Épaule, 3 010 m
- le pic de Tenneverge, 2 989 m
- la tour de Prazon, 2 932 m
- la pointe de la Finive, 2 838 m
- le Cheval Blanc, 2 830 m
- le Luisin, 2 786 m
- le Grenier de Commune, 2 775 m
- les aiguilles de Loriaz, 2 752 m
- les Cornes de Loriaz, 2 726 m
- le Grand Perron, 2 672 m
- l'aiguille de Salenton, 2 671 m

Dans le massif de Sixt :
- les dents Blanches (la dent de Barme), 2 756 m
- les Avoudrues, 2 666 m
- la Corne au Taureau, 2 630 m
- la pointe Rousse des Chambres, 2 577 m
- la dent de Bonavau, 2 503 m
- la tête de Bostan, 2 406 m
- l'Aouille de Criou, 2 207 m

Dans le massif du Faucigny :
- la tête à l'Âne (chaîne des Fiz), 2 804 m
- la pointe d'Anterne (chaîne des Fiz), 2 733 m
- la tête du Colonney, 2 692 m
- la pointe de Platé, 2 554 m
- l'aiguille de Varan, 2 544 m
- la pointe de Salles, 2 497 m
- le désert de Platé (les Grandes Platières), 2 480 m
- la tête Pelouse, 2 475 m
- le Marteau, 2 289 m
- les Grands Vans, 2 208 m
- la tête du Pré des Saix, 2 118 m

### Principaux glaciers
- glacier du Ruan
- glacier du Prazon
- glacier de Tré-les-Eaux

### Géologie
Le massif est constitué de roches argilo-calcaires résultant des couches sédimentaires du Trias, et présente par endroits un relief karstique, comme dans le désert de Platé.

## Activités

### Stations de sports d'hiver
- Flaine
- Morillon
- Samoëns
- Les Carroz
- Sixt-Fer-à-Cheval
- Les Marécottes
- Passy Plaine-Joux

### Alpinisme
Les hauts sommets calcaires et les profondes vallées glaciaires du massif du Giffre permettent des ascensions avec un développement de plus de 2 000 mètres. La nature des couches en présence et le pendage des nappes calcaires donnent des configurations complexes aux grands itinéraires ou des accès à moyenne altitude par des chemins de randonnée, Cheval Blanc, mont Buet ou Petit mont Ruan par exemple.

### Spéléologie
Le secteur Nord de cette zone présente une succession de karsts dont ceux où se développent deux anciens records du monde de profondeur : le gouffre Jean-Bernard et le gouffre Mirolda.

## Histoire
L'ancienne économie pastorale et forestière a autrefois permis l'établissement de communautés rurales prospères. Au XIXe siècle, la région en amont de Samoëns et de Sixt a connu un dépeuplement avant que le tourisme hivernal et estival réanime l'économie locale.
Le massif du Giffre a abrité des groupes de maquisards pendant la seconde Guerre mondiale. La répression allemande s'y est exercée, notamment lors de l'épisode dit « Tragédie du Giffre », le 1er avril 1944 à Marignier, où l'occupant, assisté de collaborateurs, démantèle un groupe de résistants à l'usine du Giffre : quatre ouvriers sont fusillés, vingt-quatre sont déportés en Allemagne — dix d'entre eux mourront au camp de Buchenwald.